# دامینو فودز
دامینو فودز (انگلیسی: Domino Foods) شرکت صنایع غذایی آمریکایی است، که در سال ۱۸۰۷ تأسیس شد.